# Мазури (Підкарпатське воєводство)
Мазури (пол. Mazury) — село в Польщі, у гміні Раніжув Кольбушовського повіту Підкарпатського воєводства.
Населення — 840 осіб (2011).
У 1975-1998 роках село належало до .

## Демографія
Демографічна структура станом на 31 березня 2011 року:
|          | Загалом | Допрацездатний вік | Працездатний вік | Постпрацездатний вік |
| -------- | ------- | ------------------ | ---------------- | -------------------- |
| Чоловіки | 422     | 102                | 260              | 60                   |
| Жінки    | 418     | 82                 | 231              | 105                  |
| Разом    | 840     | 184                | 491              | 165                  |